# Batilo
Batilo era el nombre que recibía un palo o cogedor de mango corto empleado por los romanos para distintos usos.
Varrón da este nombre a un instrumento destinado a extraer el estiércol de un gallinero y los había también que servían para contener las ascuas en las que se quemaban materias olorosas. Un batilo descubierto en Pompeya pudo, por su forma, haber servido para estos dos usos. Los metales se ensayaban, según Plinio, en batilos de hierro cuya forma era distinta, ofreciendo su pala la de una semiesfera cóncava conforme aparece en un bajorrelieve donde figura al lado de un saco de monedas.